# A Mother's Secret
A Mother's Secret è un film muto del 1918 diretto da Douglas Gerrard. Prodotto dalla Bluebird Photoplays, una branca della Universal, aveva come interpreti Ella Hall, Mary Mersch, T.D. Crittenden, Emory Johnson.

## Trama
Angela ha diciotto anni e vive con la nonna in Virginia. Sua madre, rimasta vedova del padre di Angela, se n'è andata in Europa dove ha sposato un ufficiale britannico, il capitano Eldone. Il capitano, però, viene dichiarato morto e lady Eldone, intenzionata a trovare un nuovo marito, ritorna negli Stati Uniti. Angela decide di fare visita alla madre, provocando però l'angoscia della donna, che teme che una figlia così grande riveli la sua vera età, facendo scappare l'uomo su cui lei ha messo gli occhi, il ricco Howard Gray. Costringe allora la figlia a vestire abiti da bambina che la fanno sembrare molto più piccola.
Quando Gray, da cui Angela si sente molto attratta, le regala un giorno una bambola, la ragazza, indispettita, decide di andarsene. Quella notte, mentre si prepara ad uscire, sorprende Rose Marie, la cameriera di sua madre, che sta cercando di scassinare la cassaforte e la fa arrestare. Arriva di sorpresa il capitano Eldone, che non era morto. La supposta vedova lo accoglie con gioia, abbandonando ogni idea di nuove nozze. Howard, lasciato libero, può così corteggiare la ragazza che ama che, ovviamente, è Angela.

## Produzione
Il film fu prodotto dalla Universal Film Manufacturing Company (come Bluebird Photoplays).

## Distribuzione
Il copyright del film, richiesto dalla Bluebird Photoplays, Inc., fu registrato il 4 aprile 1918 con il numero LP12278.Distribuito dalla Universal Film Manufacturing Company (come Bluebird Photoplays), il film uscì nelle sale cinematografiche statunitensi il 29 aprile 1918.
Non si conoscono copie ancora esistenti della pellicola che viene considerata presumibilmente perduta.